# Renata Colorni
Renata Colorni (Milano, 7 novembre 1939) è una traduttrice italiana.

## Biografia
Figlia di Ursula Hirschmann (sorella dell'economista Albert O. Hirschman), dalla quale impara il tedesco, e dell'antifascista Eugenio Colorni, uno degli ideatori e firmatari del Manifesto di Ventotene, ebbe come guida intellettuale proprio Altiero Spinelli, che divenne secondo marito della madre. Sua sorella, l'economista Eva Colorni, è stata moglie, fino alla morte nel 1985, dell'economista Amartya Sen, premio Nobel per l'economia nel 1998. Ha un'altra sorella (Silvia Colorni) e tre sorellastre minori, Diana, Barbara e Sara Spinelli.
Laureata all'Università degli Studi di Pavia, inizia nel 1969 a lavorare per la FrancoAngeli. Nel 1973 è chiamata da Paolo Boringhieri a curare l'edizione italiana delle Opere di Sigmund Freud. Dal 1979 al 1995 lavora alla Adelphi per cui, oltre a rivedere tutte le traduzioni dal tedesco, traduce in proprio autori quali Elias Canetti, Thomas Bernhard, Franz Werfel, Arthur Schnitzler, Friedrich Dürrenmatt, Joseph Roth. Dal 1995 lavora con Arnoldo Mondadori Editore per cui dirige prima il settore Classici e I Meridiani, infine l'intero settore dell'editoria letteraria. Nel 2010, per Mondadori, ha curato l'innovativa (fin dal titolo La montagna magica) traduzione de La montagna incantata. Tra i numerosi premi e riconoscimenti ottenuti, il Premio Goethe nel 1987, il Premio Monselice nel 1991, il Premio Grinzane Cavour nel 1995, il Premio Feltrinelli nel 2007.

## Opere

### Traduzioni
- Peter Altenberg, Favole della vita: una scelta dagli scritti, edizione a cura di Giuseppe Farese, Adelphi, Milano 1981
- Thomas Bernhard
  - Il soccombente, Adelphi, Milano 1985
  - Il nipote di Wittgenstein: un'amicizia, Adelphi, Milano 1989
  - A colpi d'ascia: una irritazione, Adelphi, Milano 1990
  - Un bambino, Adelphi, Milano 1994
  - Il respiro: una decisione, Adelphi, Milano 1996
  - Antichi maestri: commedia, Adelphi, Milano 2011
- Elias Canetti
  - La lingua salvata: storia di una giovinezza, traduzione di Amina Pandolfi e Renata Colorni, Adelphi, Milano 1980
  - Il frutto del fuoco: storia di una vita (1921-1931), traduzione di Andrea Casalegno e Renata Colorni, Adelphi, Milano 1982
  - La coscienza delle parole: saggi, Adelphi, Milano 1984
  - La tortura delle mosche, Adelphi, Milano 1993
- Friedrich Dürrenmatt, La morte della Pizia,  Adelphi, Milano 1988
- Sigmund Freud
  - Al di là del principio del piacere: 1920, con Anna Maria Marietti, Boringhieri, Torino 1975
  - Casi clinici, 6: Il presidente Schreber: osservazioni psicoanalitiche su un caso di paranoia (dementia paranoides) descritto autobiograficamente: 1910, P. Boringhieri, Torino 1975
  - Casi clinici, 5: l'uomo dei topi: osservazioni su un caso di nevrosi ossessiva: 1909, P. Boringhieri, Torino 1976
  - Introduzione al narcisismo: 1914, Boringhieri, Torino 1976
  - Due voci di enciclopedia: 1922; Breve compendio di psicoanalisi: 1923; Psicoanalisi : 1925, Boringhieri, Torino 1977
  - Metapsicologia: 1915, P. Boringhieri, Torino 1978
  - L'interpretazione dei sogni, Club degli Editori, Milano 1981
  - Compendio di psicoanalisi: 1938, Bollati Boringhieri, Torino 1997
  - Casi clinici 2, Bollati Boringhieri, Torino 2013
  - Psicoanalisi infantile: istruzione sessuale dei bambini e loro teorie sessuali, i casi del piccolo Hans e dell'uomo dei lupi, introduzione di Cesare Musatti; Bollati Boringhieri, Torino 2016
- Heinrich von Kleist, Sul teatro delle marionette,  con la trad. di Renata Colorni e quattro incisioni all'acquaforte di Neil Moore, Edizioni Ampersand, Verona 1984
- Thomas Mann, La montagna magica, a cura e con introduzione di Luca Crescenzi e un saggio di Michael Neumann; A. Mondadori, Milano 2010.
- Thomas Mann, Disordine e dolore precoce, con nota di R. Colorni, Milano, Edizioni Henry Beyle, 2022.
- Franziska zu Reventlow, Il complesso del denaro, romanzo, Adelphi, Milano 1983
- Joseph Roth
  - Romanzi brevi: La tela di ragno, Hotel Savoy, La ribellione, Il peso falso, Adelphi, Milano 1983
  - La ribellione, Adelphi, Milano 1989
- Arthur Schnitzler, La signorina Else, Adelphi, Milano 1988
- Johannes Urzidil, L'amata perduta, Adelphi, Milano 1982
- Klaus Wagenbach, Franz Kafka: immagini della sua vita, Adelphi, Milano 1983
- Franz Werfel, Una scrittura femminile azzurro pallido,  Adelphi, Milano 1991